# PRISM (программа разведки)
PRISM — государственная программа США, комплекс мероприятий, осуществляемых с целью массового негласного сбора информации, передаваемой по сетям электросвязи, принятая американским Агентством национальной безопасности (АНБ) в 2007 году в качестве замены Terrorist Surveillance Program, формально классифицированная как совершенно секретная.
Широкой общественности о существовании программы стало известно 6 июня 2013 года, когда отрывки из секретной презентации о PRISM были опубликованы в газетах The Washington Post и The Guardian.
По оценкам The Washington Post от 2010 года, ежедневно системы сбора информации АНБ (в том числе PRISM) перехватывали и записывали около 1,7 миллиарда электронных сообщений и около 5 миллиардов телефонных звонков.

## Утечка информациио деятельности
Директор Национальной разведки США Джеймс Клеппер подтвердил существование PRISM и заявил, что программа работает в соответствии с законом об иностранной разведке, недавно пересмотренным Конгрессом США. Отчёты, основанные на утечках документов, описывают PRISM как комплекс административных мер, предоставляющих возможность углублённого наблюдения за интернет-трафиком пользователей некоторых интернет-ресурсов. Потенциальной целью наблюдения могут быть любые пользователи определённых сервисов, не являющиеся гражданами США, либо граждане США, чьи контакты включают иностранцев. Особо отмечается, что наибольший интерес представляют люди, живущие вне Соединённых Штатов. PRISM даёт право Агентству получать самую разнообразную информацию: просматривать электронную почту, прослушивать голосовые и видеочаты, просматривать фотографии, видео, отслеживать пересылаемые файлы, узнавать другие подробности из социальных сетей.
По заявлениям спецслужб, по решению суда, на активное сотрудничество вынуждены были пойти многие крупные компании, предоставив спецслужбам доступ к серверам  Microsoft (Hotmail), Google (Google Mail), Yahoo!, Facebook, YouTube, Skype, AOL, Apple и Paltalk.
АНБ потребовало открыть уголовное дело для расследования утечки информации о существовании программы PRISM в прессу. По словам одного из бывших сотрудников американской разведки, «в агентстве царит полная истерика», о чём свидетельствует срок обращения АНБ к ФБР с просьбой о помощи в контрразведывательном расследовании.
Через несколько дней, 9 июня в разглашении секретной информации признался бывший сотрудник АНБ, а затем — компании Booz Allen Hamilton, работающей на оборонную промышленность и спецслужбы, Эдвард Сноуден. Сноуден покинул США 20 мая, скрывался около месяца в Гонконге, а затем — в Москве.

## Последствия разоблачения
В результате раскрытия информации о системе PRISM в Интернете был зафиксирован всплеск интереса пользователей к открытым технологиям шифрования хранящихся и пересылаемых данных, таким, как технология шифрования PGP,
анонимный браузер Tor, зашифрованный аналог электронной почты Bitmessage.
Также, после скандала с обнародованием информации о PRISM, компания Google приняла решение о начале тестирования шифрования пользовательских файлов, хранящихся на одном из сервисов Google. Эта мера призвана предотвратить возможность доступа к информации личного характера со стороны спецслужб. Ранее, как и многие другие интернет-компании, Google осуществлял шифрование данных только при их пересылке, при этом на своих серверах он хранил данные незашифрованными.
В федеральные суды США были поданы несколько исков с требованием о признании незаконным сбора личных данных американскими спецслужбами. Один из исков был подан влиятельной правозащитной организацией «Американский союз защиты гражданских свобод».
Федеральный канцлер Германии Ангела Меркель заявила о том, что в Евросоюзе планируется принять общие нормы по защите информации, которые будут содержать положение, обязывающее интернет-компании сообщать властям стран ЕС детали сотрудничества этих компаний со спецслужбами.
Директор Национальной разведки США Джеймс Клэппер принёс извинения перед американским Сенатом за ложное заявление о характере работы АНБ, которое он сделал в марте 2013 года на слушаниях в Сенате. Тогда Клэпперу был задан вопрос, ведёт ли АНБ сбор данных о миллионах американцев. Клэппер ответил: «Нет, сэр».

## Методы противодействия
По мнению одного из ведущих разработчиков Tor Project Майка Перри, при грамотном использовании анонимной сети Tor совместно с другими средствами информационной безопасности она обеспечивает достаточно[уточнить] высокую степень защиты от PRISM. Аналогичного мнения придерживаются журнал InformationWeek, Ars Technica, Freedom of the Press Foundation и ряд других изданий.